# Архиепархия Белграда
Архиепархия Белграда (лат. Archidioecesis Belogradensis, серб. Београдска надбискупија) — католическая архиепархия с центром в Белграде, Сербия. Памятник культуры.

## История
До турецкого завоевания Сербии в Белграде существовала католическая епархия, которая с конца XII века подчинялась архиепископу Калочи в Венгрии. Прихожанами католических приходов были в основном саксонские рудокопы и иностранные купцы. После турецкого завоевания она прекратила своё существование, хотя и не была упразднена де-юре, Святой Престол назначал апостольских администраторов Белграда, которые постоянно пребывали в Венгрии.
В период когда Белград был занят австрийцами (1687—1699 и 1718—1739) католическая епархия в Белграде была восстановлена, между 1720 и 1739 годами носила название «епархия Белград-Смедерево». В связи с этим по отношению к современной архиепархии также иногда употребляется название «Белград-Смедерево». После того как туркам в 1739 году удалось отвоевать Белград, ситуация вернулась к состоянию до 1687 года — де-факто отсутствующая епархия, де-юре управляемая апостольским администратором из Венгрии.
После обретения Сербией независимости католическая епархия Белграда не была восстановлена, хотя к началу Первой мировой войны в Королевстве Сербия действовали три католических прихода — в Нише, Белграде и Крагуеваце. В 1887 году освящена Церковь Пресвятого Сердца Иисуса в Нише, старейшая из существующих церквей архиепархии. Католический храм в Белграде находился в здании австрийского посольства (ныне — здание архиепархии).
В 1914 году между Святым Престолом и Королевством Сербия был заключён конкордат, который, помимо прочего, предусматривал восстановление католической епархии в Белграде. Однако начавшаяся Первая мировая война помешала реализации этих планов.
29 октября 1924 года Святой Престол объявил о восстановлении белградской епархии и возведении её в статус архиепархии. Первым архиепископом стал францисканец Иван Рафаэль Родич. 16 декабря 1986 года архиепархия Белграда стала митрополией, ей были подчинены две суффраганные епархии — Зренянина и Суботицы.

## Современное состояние
Архиепархия Белграда — одна из пяти католических территориальных структур Сербии. Архиепархия объединяет католические приходы латинского обряда Сербии за пределами Воеводины и Косова. Расположенные на территории архиепархии приходы византийского обряда подчиняются не ей, а епархии Руски-Крстура, как и все прочие грекокатолические приходы Сербии. Кафедральный собор архиепархии — Собор Пресвятой Богородицы, построен в 1988 году. С 2001 года епархию возглавляет епископ Станислав Хочевар. В отличие от трёх католических епархии Воеводины, где католики составляют существенный процент населения, процент католиков в архиепархии Белграда весьма мал, в основном прихожане католических приходов архиепархии принадлежат к национальным меньшинствам — венгры, хорваты, словаки и др.
По данным на 2012 год епархия насчитывала 16 приходов, 20 священников, 9 монахов и 15 монахинь. Число католиков — 26 130 человек. Действует францисканский монастырь с церковью Святого Антония Падуанского в белградском районе Звездара.
Архиепархия занимает с 1926 года здание бывшего австрийского посольства в Белграде 1884 года постройки, которое включено в список культурных ценностей.

## Ординарии архиепархии
- архиепископ Иван Рафаель Родич (1924—1936);
- архиепископ  Йосип Уйчич (1936—1964);
- архиепископ Габриэль Букатко (1964—1980);
- архиепископ Алоизий Турк (1980—1987);
- архиепископ Франц Перко (1987—2001);
- архиепископ Станислав Хочевар (2001—2022);
- кардинал Ладислав Немет[5] (2022 — н. вр.).